# Janete de Sá
Janete de Santos Sá (Vitória, 9 de janeiro de 1956) é uma política brasileira e deputada estadual do Espírito Santo desde 2003, atualmente está em seu quinto mandato filiada ao Partido Socialista Brasileiro (PSB). É a única mulher que já dirigiu o Sindicato dos Ferroviários de ES/MG e a 1ª Procuradora Especial da Mulher na Assembleia Legislativa do ES.

## Vida e carreira
Nascida em Itaquari, no município de Cariacica, mãe de dois filhos, empregada da Vale e graduada pela Ufes em Enfermagem e Obstetrícia, foi na Universidade que Janete de Sá iniciou sua atividade política através do movimento estudantil, lutando por mais verbas para a Educação e melhorias no Ensino Público.
Em 1975, Janete ingressou na Companhia Vale do Rio Doce (CVRD), através de concurso público e, em 1996, foi a primeira mulher a presidir o sindicato dos ferroviários- uma categoria predominantemente masculina - sendo reeleita para mais dois mandatos subseqüentes.
Em 2002, foi eleita deputada estadual, sendo a única dirigente sindical a ocupar uma cadeira na Assembleia Legislativa. No primeiro mandato assumiu a presidência das Comissões de Meio Ambiente e de Defesa da Cidadania e dos Direitos Humanos.
Além da presidência dessas comissões, Janete de Sá foi escolhida para presidir a Comissão Parlamentar de Inquérito (CPI) que apurou denúncias de irregularidades no contrato de seguro de vida dos deputados, que teve como conclusão o indiciamento de mais de 30 pessoas.
A população capixaba aprovou seu primeiro mandato e sua destacada atuação a consagrou deputada em 2006, para o seu segundo mandato 2007/2010, com a marca de 21.077 votos.

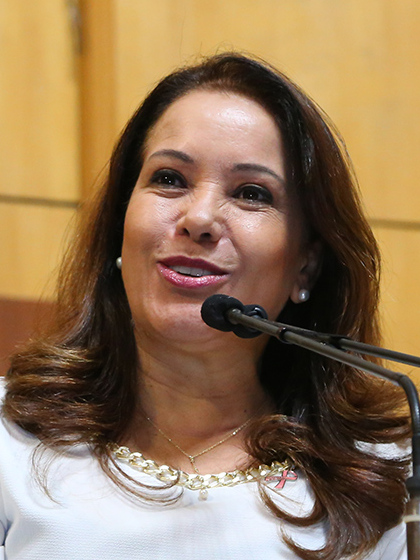
Deputada Janete de Sá (2017)

Atualmente, a deputada estadual Janete de Sá é a presidente estadual do Partido da Mobilização Nacional (PMN), diretora do Sindicato dos Ferroviários e membro efetivo do Conselho do Plano de Aposentadoria dos Aposentados da Vale (PASA).
Sua força, lealdade de princípios e sensibilidade a qualificaram para assumir a presidência da Comissão de Defesa da Cidadania e dos Direitos Humanos da Assembleia, marcando sua posição de guerreira, lutadora e coerente quando o assunto é a defesa da igualdade, da justiça social e de oportunidades para todos. Além da presidência de uma comissão importante, a deputada também é membro efetivo da Comissão Constituição e Justiça, Serviço Público e Redação, mais conhecida como Comissão de Justiça.
De 2008 a 2009, Janete de Sá presidiu a Comissão Parlamentar de Inquérito (CPI) que apurou irregularidades na entrada, venda, compra e manuseio de agrotóxicos no Espírito Santo, a CPI dos Agrotóxicos, que teve seu relatório apresentado em outubro de 2009, propondo ações que irão garantir um consumo mais saudável para os capixabas.
Mulher combativa, a parlamentar Janete de Sá é uma guerreira na luta em favor dos trabalhadores e daquelas pessoas mais fragilizadas da sociedade.
Em 2010, a deputada Janete de Sá acredita que com a fé e a confiança que possui em Deus e muito trabalho será possível construir mais oportunidades para o povo capixaba nas áreas de Saúde, Educação, Moradia e reduzir os índices de pobreza.
A deputada tem consciência da necessidade de uma união de esforços políticos e financeiros com o objetivo de garantir a segurança da população. Para isso, tem se empenhado em intensificar a conscientização e o tratamento de nossa juventude perante as drogas e a prostituição, além de promover o resgate dos valores éticos da política, a valorização dos trabalhadores e o respeito à Terceira Idade.
Em 2013, em meio a ocupação popular na Assembleia Legislativa, a Deputada Janete de Sá assumiu posição com os manifestantes. Após esse sinal, a deputada mudou de posição no momento da votação em plenário acerca da extinção do pedágio da terceira-ponte por entender que o melhor caminho era apoiar a realização de uma auditoria na concessionária da Ponte. Dias depois a auditoria do Tribunal de Contas concluiu que houve sobrepreço no valor do pedágio o que permitiu ao Governo do Estado suspender a cobrança por tempo indeterminado.

## Mandatos
- 2002 - Foi eleita Deputada Estadual pela primeira vez (10.934 votos).
- 2006 - Reeleita Deputada Estadual (21.077 votos).
- 2010 - Eleita 1º Suplente de Deputada Estadual (17.014 votos)
- 2012 - Assume seu terceiro mandato de Deputada Estadual.
- 2014 - Reeleita para o quarto mandato de Deputada Estadual (21.999 votos).